# هوكر بيه.1081
هوكر بيه.1081  (بالإنجليزية: Hawker P.1081)‏ هي طائرة مقاتلة أنتجت في المملكة المتحدة. من صناعة طائرات هوكر. كان أول طيران لها في 19 يونيو 1950.